# Beihefte zur Sydowia
Beihefte zur Sydowia – periodycznie wychodzące czasopismo naukowe z zakresu mykologii. Artykuły publikowane w nim były w języku angielskim i łacińskim. 
ISSN: 1016-0019
OCLC: 5735329